# Astracantha chtonocephala
Astracantha chtonocephala är en ärtväxtart som först beskrevs av Pierre Edmond Boissier och Benedict Balansa, och fick sitt nu gällande namn av Dieter Podlech. Astracantha chtonocephala ingår i släktet Astracantha och familjen ärtväxter. Inga underarter finns listade i Catalogue of Life.